# AlliiertenMuseum

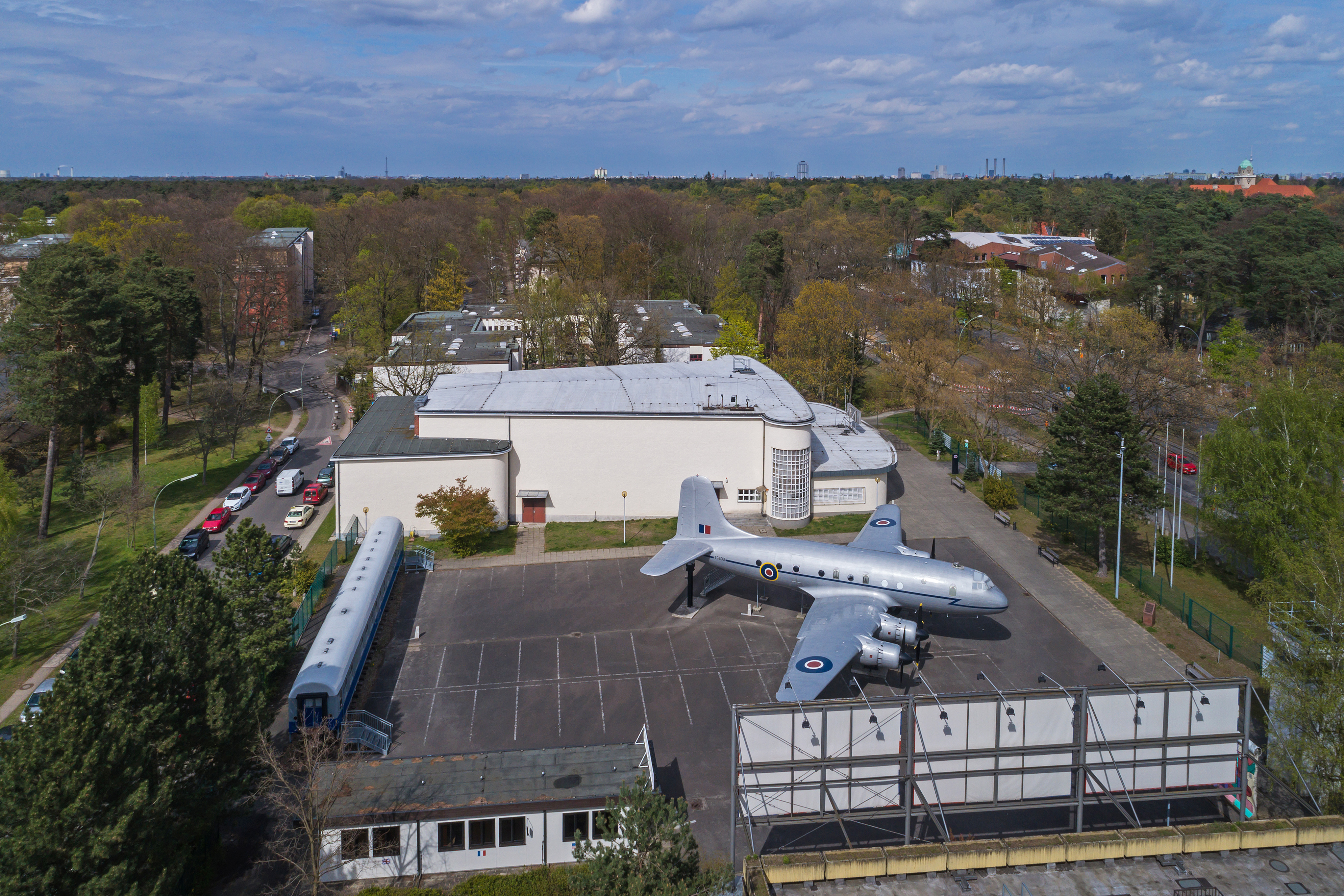
Das Gelände des AlliiertenMuseums in der Clayallee 135, April 2017

Das AlliiertenMuseum  ist ein Museum im Berliner Bezirk Steglitz-Zehlendorf. Es dokumentiert das Engagement und die Rolle der Westalliierten in der Bundesrepublik Deutschland und West-Berlin in der Zeit von 1945 bis 1994 und deren Beitrag zur Freiheit Berlins. Zu ihnen zählten die Siegermächte des Zweiten Weltkriegs USA, Großbritannien und Frankreich (auch die „Westmächte“ genannt), die im Ost-West-Konflikt gegen die Sowjetunion standen. Das Museum wurde 1998 im Beisein von Bundeskanzler Helmut Kohl eröffnet.

## Lage und Aufbau
Das Museum in der Clayallee 135 im Ortsteil Dahlem im ehemaligen amerikanischen Sektor ist im früheren US-Soldatenkino Outpost und der ehemaligen Nicholson-Bibliothek untergebracht. Der Eintritt ist kostenlos.

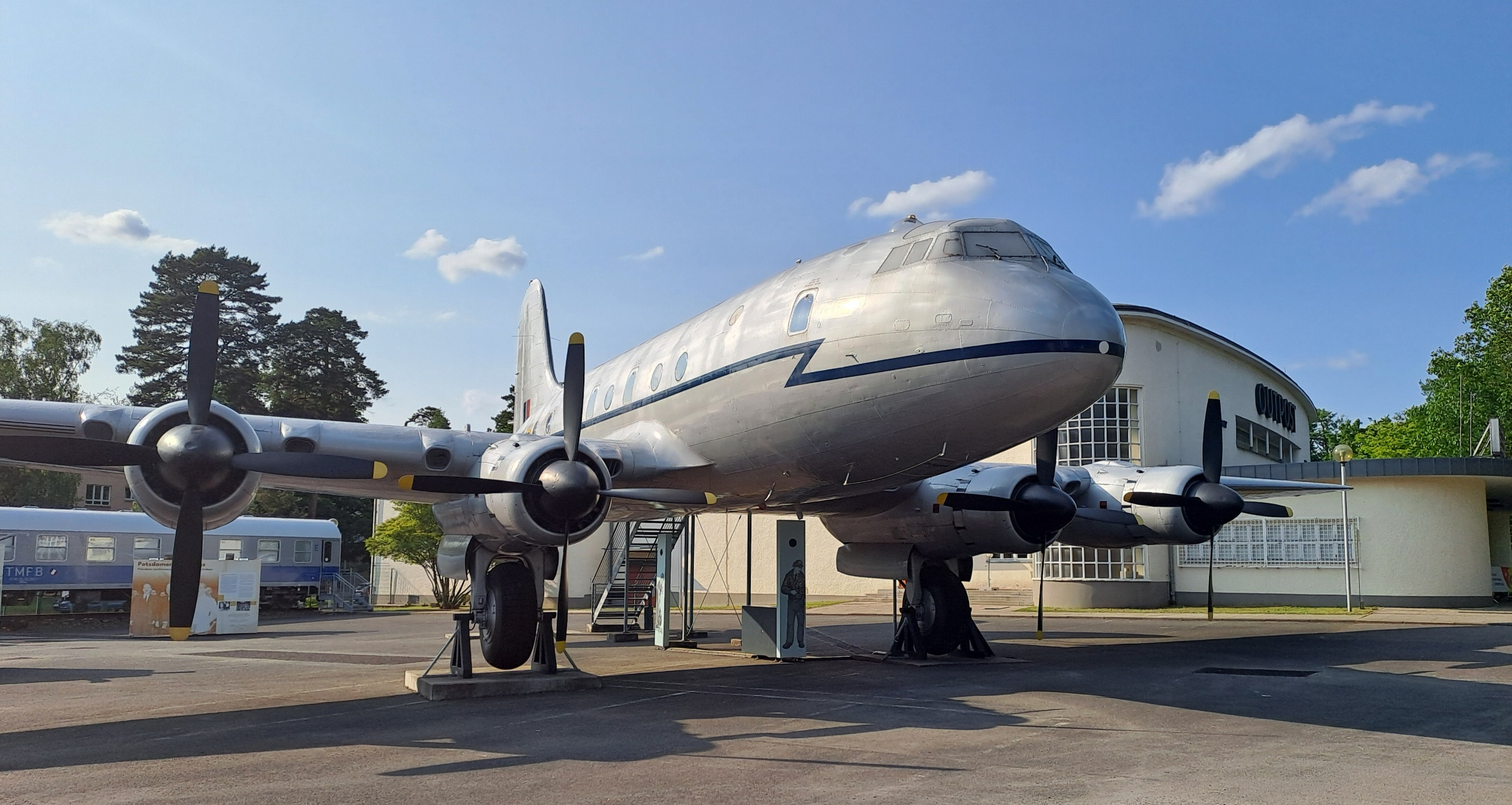
Ein von der britischen Royal Air Force bei der Berliner Luftbrücke eingesetztes Transportflugzeug des Typs Handley Page Hastings

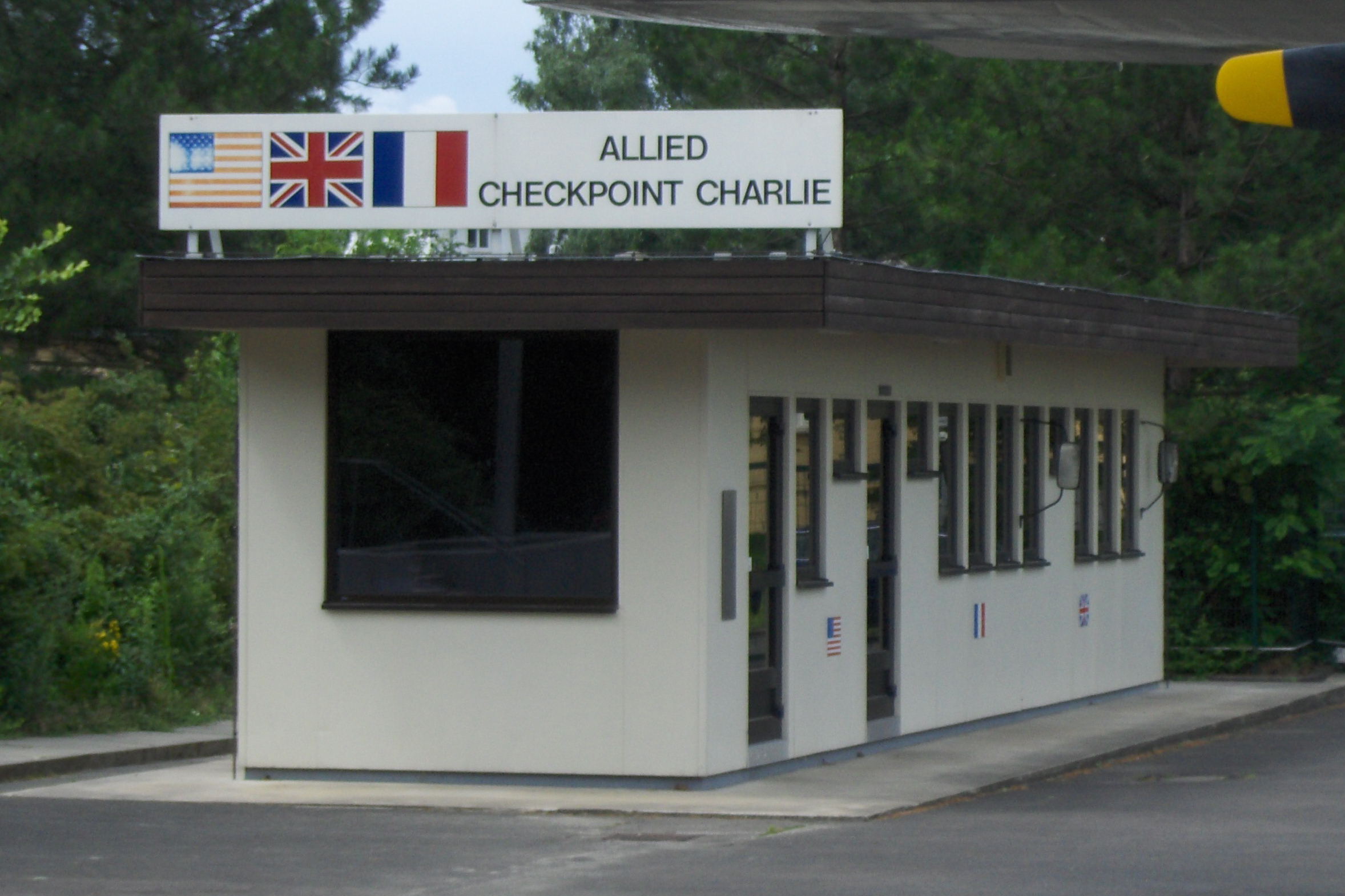
Kontrollhäuschen vom Checkpoint Charlie

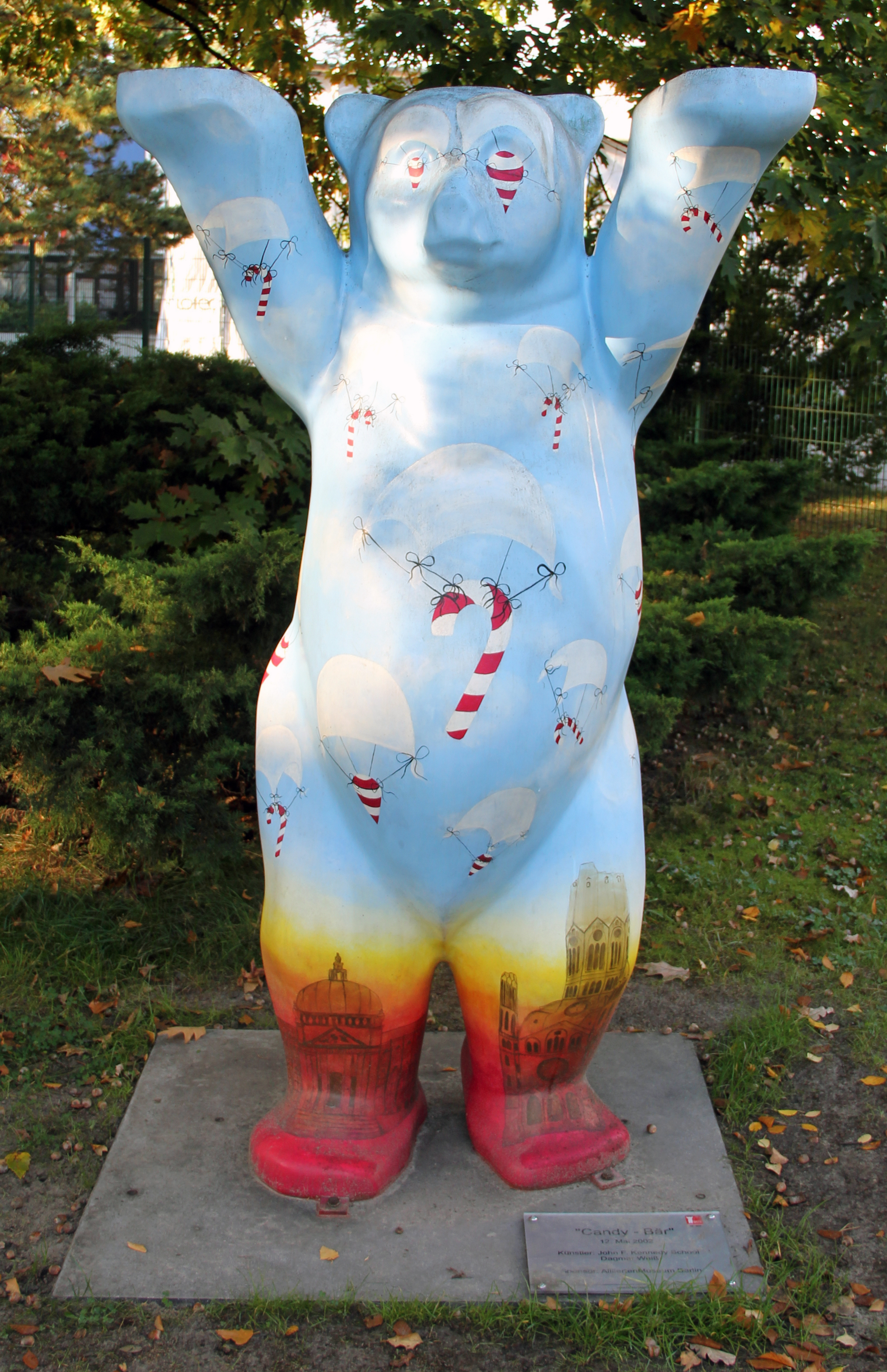
Buddy Bär vor dem Museum

Im ehemaligen US-Soldatenkino befindet sich der erste Teil der Dauerausstellung. Schwerpunktmäßig geht es hier um die Zeit vom Ende des Zweiten Weltkriegs bis zur Luftbrücke 1948/1949. Gezeigt werden unter anderem Landkarten von Berlin mit der geplanten Sektorenaufteilung, Bilder des Einmarsches in Berlin, Uniformen, historische Schilder, erste Berliner Tageszeitungen, Unterlagen zur Entnazifizierung und CARE-Pakete. Breiten Raum nimmt die Darstellung der Luftbrücke ein, über die die Alliierten während der Blockade West-Berlins 1948/1949 die Bevölkerung mit Lebensmitteln, Medikamenten und Brennstoffen versorgten. Im ehemaligen Soldatenkino finden außerdem regelmäßig Vorträge, Lesungen und Filmvorführungen statt.
Das Gebäude der Nicholson-Gedenkbibliothek beherbergt den zweiten Teil der Dauerausstellung. Hier stehen das Alltagsleben in den amerikanischen, britischen und französischen Garnisonen sowie die Situation während des Kalten Kriegs im Vordergrund. Zu einem der beeindruckenden Exponate gehört das restaurierte Segment des bekannten Spionagetunnels, der Anfang der 1950er Jahre vom amerikanischen und britischen Nachrichtendienst zwischen West- und Ost-Berlin gebaut wurde, um die sowjetischen Kommunikationslinien anzuzapfen. Außerdem wird auf den Mauerbau und den Fall der Mauer, die Beurteilung der politischen Lage durch die westlichen Alliierten und auf den Beitrag der Amerikaner, Briten und Franzosen für die Freiheit Berlins eingegangen. Ebenso werden hier Wechselausstellungen zu thematischen Schwerpunkten mit aktuellem Bezug gezeigt.
Im Freigelände werden die größeren Objekte, beispielsweise ein britisches Transportflugzeug vom Typ Handley Page Hastings T.Mk.5, der Eisenbahnwagen eines französischen Militärzugs, das letzte Wachhäuschen vom Kontrollpunkt Checkpoint Charlie sowie ein Grenzkontrollturm der DDR ausgestellt.
Ein britisches Schulflugzeug vom Typ Chipmunk T.10 „WG466“, das einst in Gatow beim RAF Gatow Station Flight stationiert war, ist als Leihgabe im Militärhistorischen Museum Gatow ausgestellt.
Derzeit nicht ausgestellt sind u. a. ein US-Hubschrauber vom Typ Bell UH-1H 67-17305 „Spirit of Steinstücken“, ein Beobachtungsflugzeug der französischen Heeresflieger vom Typ Cessna O-1 Birddog, ein französischer Kampfpanzer vom Typ AMX-30, ein US Kampfpanzer vom Typ M48 Patton sowie zahlreiche andere Fahrzeuge.

## Träger und Leitung
Das Museum ist ein eingetragener gemeinnützigen Vereins, der 1996 gegründet wurde. Seine Mitglieder sind die Bundesrepublik Deutschland, das Land Berlin, Frankreich, das Vereinigte Königreich und die Vereinigten Staaten sowie das Deutsche Historische Museum in Berlin und das Institut für Zeitgeschichte in München. Das Museum verfügt über einen Jahresetat von einer Million Euro. Die Beauftragte der Bundesregierung für Kultur und Medien fördert das Museum. Bis 2010 leitete Helmut Trotnow das Museum, danach die Historikerin Gundula Bavendamm. Nach deren Weggang übernahm ihr bisheriger Ständiger Vertreter, Bernd von Kostka, Anfang 2016 die kommissarische Leitung des Hauses.
Im November 2017 wurde der Historiker und Leiter des Willy-Brandt-Hauses Lübeck, Jürgen Lillteicher, zum neuen Direktor berufen. Er trat sein Amt am 1. März 2018 an.

## SkulpturFall der Mauer

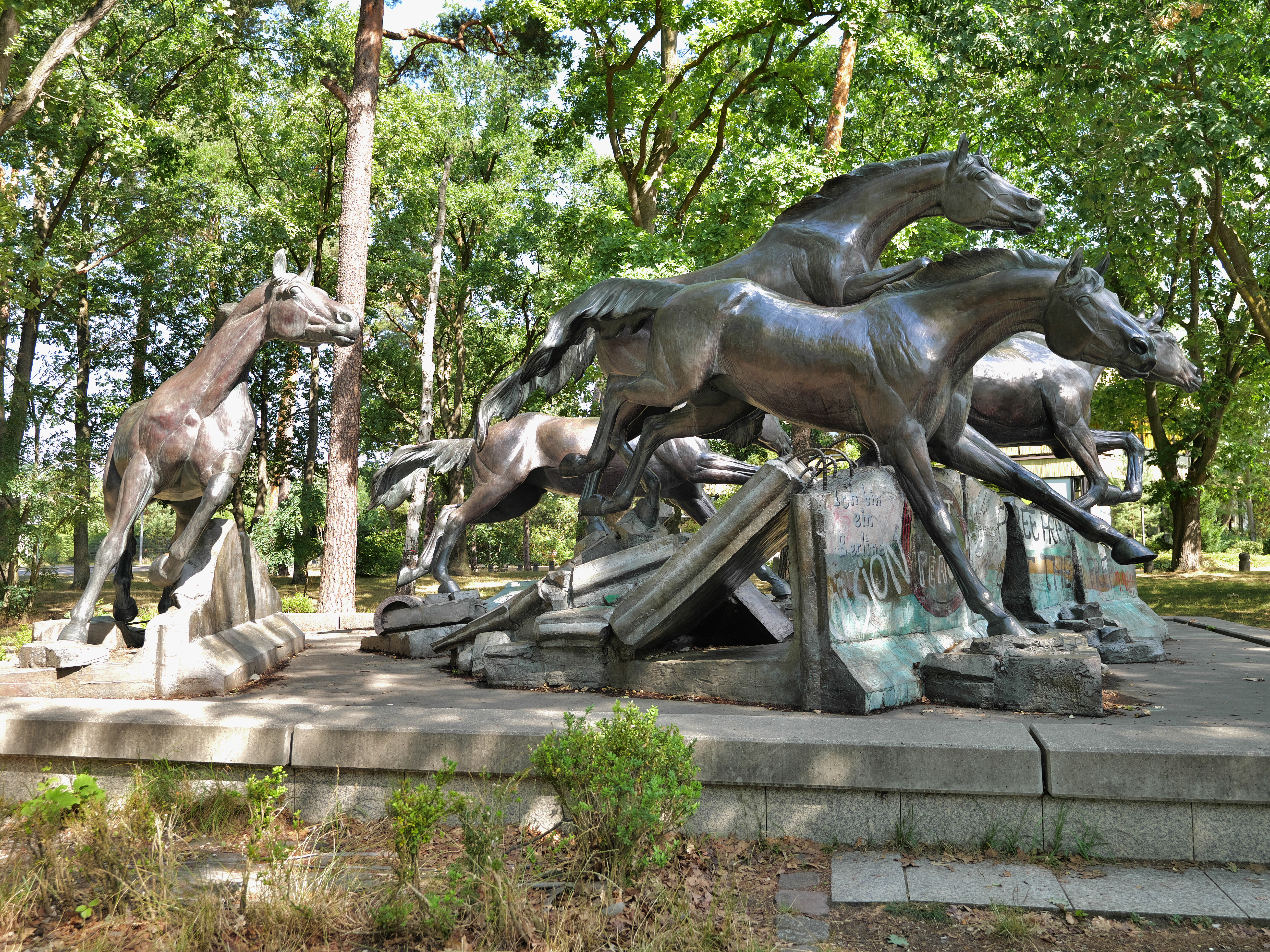
Veryl Goodnight:
The Day the Wall Came Down
(übersetzt: ‚Der Tag, an dem die Mauer fiel‘) in der Clayallee beim AlliiertenMuseum

In der Nähe des AlliiertenMuseums an der Clayallee erinnert die Skulptur The Day the Wall Came Down der Amerikanerin Veryl Goodnight an das epochale Ereignis des Mauerfalls. Fünf wilde Pferde springen über die Mauerreste, die am Boden liegen.

## Zukunft
Im November 2015 teilte der Haushaltsausschuss des Deutschen Bundestages mit, dass der Bund 27,1 Millionen Euro für den Umzug des AlliiertenMuseums von Dahlem nach Tempelhof bereitstellt. Dieser Umzug sollte bis 2020/2021 bewerkstelligt werden. Aktuell (Stand: November 2019) ist die Zukunft des Museums unklar.